# 佐賀 (江東区)
佐賀（さが）は、東京都江東区の町名。現行行政地名は佐賀一丁目および佐賀二丁目。住居表示実施済区域。

## 地理
江東区西部に位置し、深川地域に属する。北で清澄、東で福住、南で永代、西で隅田川を跨いで中央区新川・日本橋箱崎町、北西の河川上の一点で中央区日本橋中洲と接する。水利に恵まれており、住宅地と倉庫とで大半を占める。一丁目に雑穀商が多く、東京の雑穀取引の中心地である。隅田川の東岸に当たり、南北を永代通りと仙台堀川に挟まれ、東側には大島川西支川が流れる。

### 河川
- 隅田川 - 隅田川大橋、永代橋が架かる。
- 仙台堀川 - 清川橋、上之橋が架かる。
- 大島川西支川 - 松永橋、元木大橋、緑橋が架かる。

かつて存在した河川
- 油堀川 - 一丁目と二丁目の境を東西に流れ、かつては深川花街への水上交通路として使われたが、首都高速9号深川線建設のために埋め立てられた[5]。

## 歴史
江戸時代には金肥の主力であった干鰯の荷揚場が置かれていた。また新撰組参謀・伊東甲子太郎が道場主を務めた北辰一刀流剣術伊東道場も中川町に構えられていた。
江東区白河一丁目にある深川江戸資料館では、江戸時代末期、天保年間頃の深川佐賀町の町並みが想定復元され常設展示されている。

### 地名の由来
元禄8年の検地後この地形が肥前国佐賀湊に似ているために名付けられたと伝わる。

### 沿革
- 1629年（寛永6年）：開発された深川猟師町八か町のうち藤左衛門町、次兵衛町と呼ばれた町が前身に当たる[7]。
- 1695年（元禄8年）：検地が行われた。この検地後、深川佐賀町の名が付けられたと伝えられる[7]。
- 1878年 （明治11年）11月2日：郡区町村編制法施行により、深川区が成立、深川区深川佐賀町となる。
- 1911年（明治44年）：深川の冠称が外され、深川区佐賀町となる。
- 1931年（昭和5年）：関東大震災後の区画整理で旧来の深川佐賀町が解体され、旧：深川佐賀町二丁目・深川松賀町の全部および深川小松町・深川富吉町の各一部から佐賀町一丁目が、旧：深川佐賀町一丁目・深川西永代町・深川堀川町・深川中川町・深川富田町・深川今川町の全部から佐賀町二丁目が設置された。
- 1947年（昭和22年）3月15日：深川区・城東区合併による江東区成立により、「深川」の冠称が付けられ江東区深川佐賀町一丁目から二丁目となる。
- 1969年（昭和44年）4月1日：新住居表示施行により佐賀一丁目から二丁目が深川佐賀町一丁目から二丁目より成立[5]。

## 世帯数と人口
2023年（令和5年）1月1日現在（東京都発表）の世帯数と人口は以下の通りである。
| 丁目       | 世帯数    | 人口    |
| ---------- | --------- | ------- |
| 佐賀一丁目 | 1,085世帯 | 1,649人 |
| 佐賀二丁目 | 807世帯   | 1,229人 |
| 計         | 1,892世帯 | 2,878人 |

### 人口の変遷
国勢調査による人口の推移。
| 年                 | 人口  |
| ------------------ | ----- |
| 1995年（平成7年）  | 908   |
| 2000年（平成12年） | 954   |
| 2005年（平成17年） | 1,292 |
| 2010年（平成22年） | 1,527 |
| 2015年（平成27年） | 1,912 |
| 2020年（令和2年）  | 2,702 |

### 世帯数の変遷
国勢調査による世帯数の推移。
| 年                 | 世帯数 |
| ------------------ | ------ |
| 1995年（平成7年）  | 519    |
| 2000年（平成12年） | 617    |
| 2005年（平成17年） | 788    |
| 2010年（平成22年） | 986    |
| 2015年（平成27年） | 1,173  |
| 2020年（令和2年）  | 1,680  |

## 学区
区立小・中学校に通う場合、学区は以下の通りとなる（2023年4月時点）。
| 丁目       | 番地          | 小学校             | 中学校                 |
| ---------- | ------------- | ------------------ | ---------------------- |
| 佐賀一丁目 | 6番2号 7番1号 | 江東区立臨海小学校 | 江東区立深川第二中学校 |
| 佐賀一丁目 | その他        | 江東区立明治小学校 | 江東区立深川第二中学校 |
| 佐賀二丁目 | 全域          | 江東区立明治小学校 | 江東区立深川第二中学校 |

## 交通

### 鉄道
町域内の地下に東京メトロ半蔵門線が通るが駅は設置されていない。最寄駅は東京メトロ半蔵門線・都営地下鉄大江戸線清澄白河駅または水天宮前駅である。

### バス
- 東京都交通局（都営バス）佐賀一丁目停留所
  - 東20（錦糸町駅～菊川駅～木場駅～門前仲町～佐賀一丁目～日本橋～東京駅丸ノ内北口）
  - 東22（錦糸町駅～住吉駅～東陽町駅～木場駅～門前仲町～佐賀一丁目～日本橋～東京駅丸ノ内北口）

### 道路
一般道路
- 東京都道10号東京浦安線（永代通り）

首都高速道路・出入口
- 首都高速9号深川線

## 事業所
2021年（令和3年）現在の経済センサス調査による事業所数と従業員数は以下の通りである。
| 丁目       | 事業所数  | 従業員数 |
| ---------- | --------- | -------- |
| 佐賀一丁目 | 120事業所 | 2,258人  |
| 佐賀二丁目 | 43事業所  | 915人    |
| 計         | 163事業所 | 3,173人  |

### 事業者数の変遷
経済センサスによる事業所数の推移。
| 年                 | 事業者数 |
| ------------------ | -------- |
| 2016年（平成28年） | 169      |
| 2021年（令和3年）  | 163      |

### 従業員数の変遷
経済センサスによる従業員数の推移。
| 年                 | 従業員数 |
| ------------------ | -------- |
| 2016年（平成28年） | 3,500    |
| 2021年（令和3年）  | 3,173    |

## 施設
- 東京都清澄排水機場 - 清澄との間に跨って設置されており、佐賀は南半分に当たる。
- 永代橋地域安全センター - 旧：深川警察署永代橋交番
- 佐賀町公園
- 中之堀公園
- 佐賀稲荷神社

### 現存しない施設

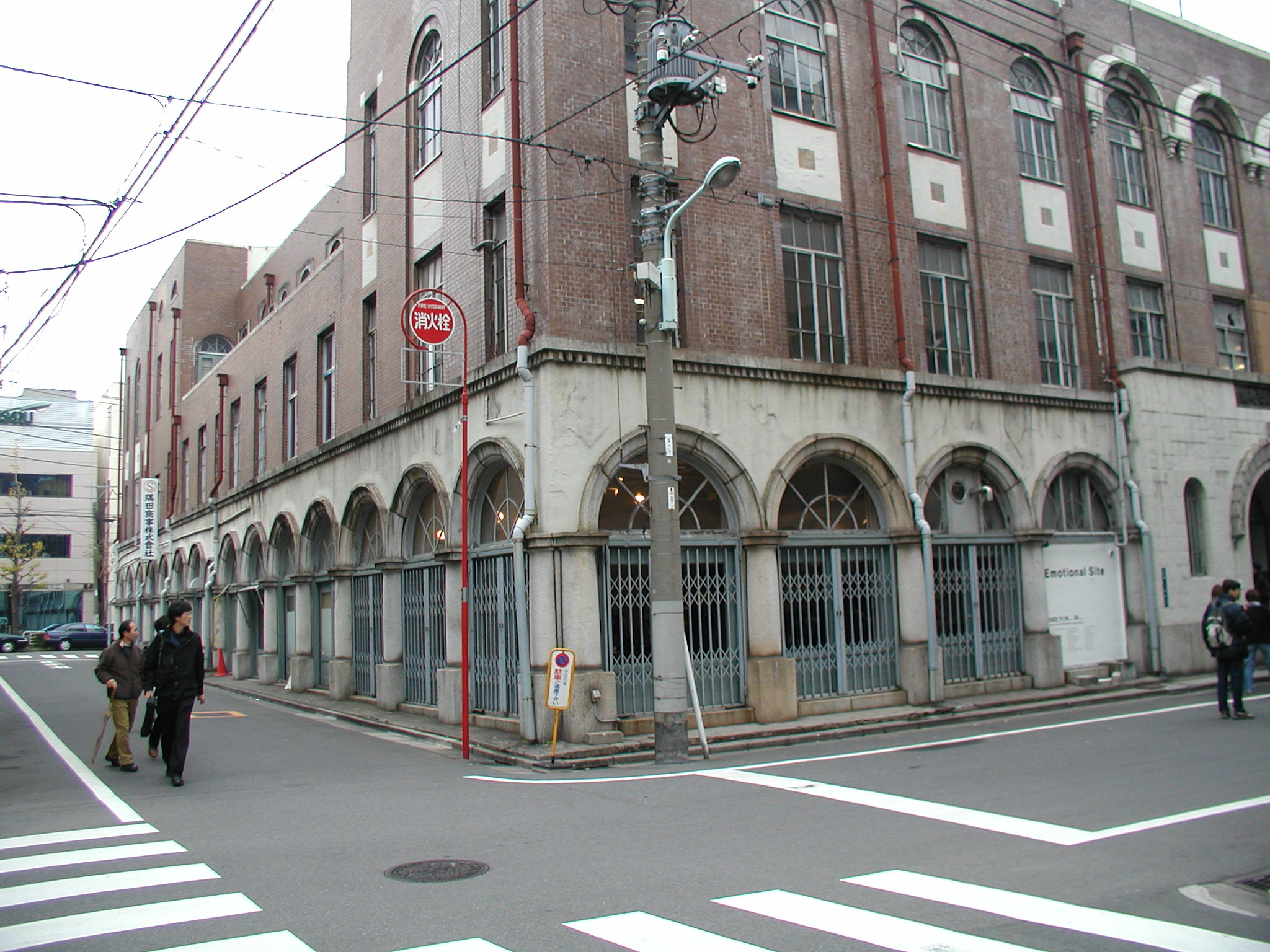
食糧ビルディング

- 食糧ビルディング/佐賀町エキジビット・スペース
- 伊東道場

## その他

### 日本郵便
- 郵便番号 : 135-0031[3]（集配局 : 深川郵便局[18]）。